# Macrolobium guianense
Espèce
Synonymes
selon tropicos :
- Macrolobium outea Steud.
- Macrolobium pinnatum Willd.
- Macrolobium utea J.F. Gmel.
- Outea guianensis Aubl. - Basionyme
- Utea guyannensis J. St.-Hil.
- Vouapa guianensis (Aubl.) Taub.
- Vuapa guianensis (Aubl.) Kuntze

selon GBIF :
- Macrolobium outea Steud.
- Macrolobium pinnatum Willd.
- Macrolobium utea J.F.Gmel.
- Outea guianensis Aubl. - Basionyme
- Utea guyannensis (Aubl.) J.St.-Hil.
- Vouapa guianensis (Aubl.) Taub.
- Vouapa guianensis Kuntze[2]

Macrolobium guianense est une espèce de plantes à fleurs de la famille des Fabaceae. C'est un arbre endémique du Suriname et de Guyane.
Il est connu en Guyane sous le nom de Watampana (Nenge tongo, nom partagé avec Macrolobium bifolium).

## Description
Macrolobium guianense est un arbre avec des jeunes rameaux et jeunes feuilles pubescents.
Les feuilles sont composées à 2 paires de folioles mesurant 3-6 x 1-3 cm, de forme ovales ou elliptiques, obtuses ou émarginées glabres sauf sur la côte en dessous.
Les fleurs sont organisées en grappes glabres, avec des bractées lancéolées, et des bractéoles aiguës.
L'ovaire est glabre, avec un stipe pubescent et le style long d'environ 15 mm,.

## Répartition
Macrolobium guianense est connu de Guyane et du Suriname.

## Écologie
Cette espèce est largement méconnue.

## Protologue

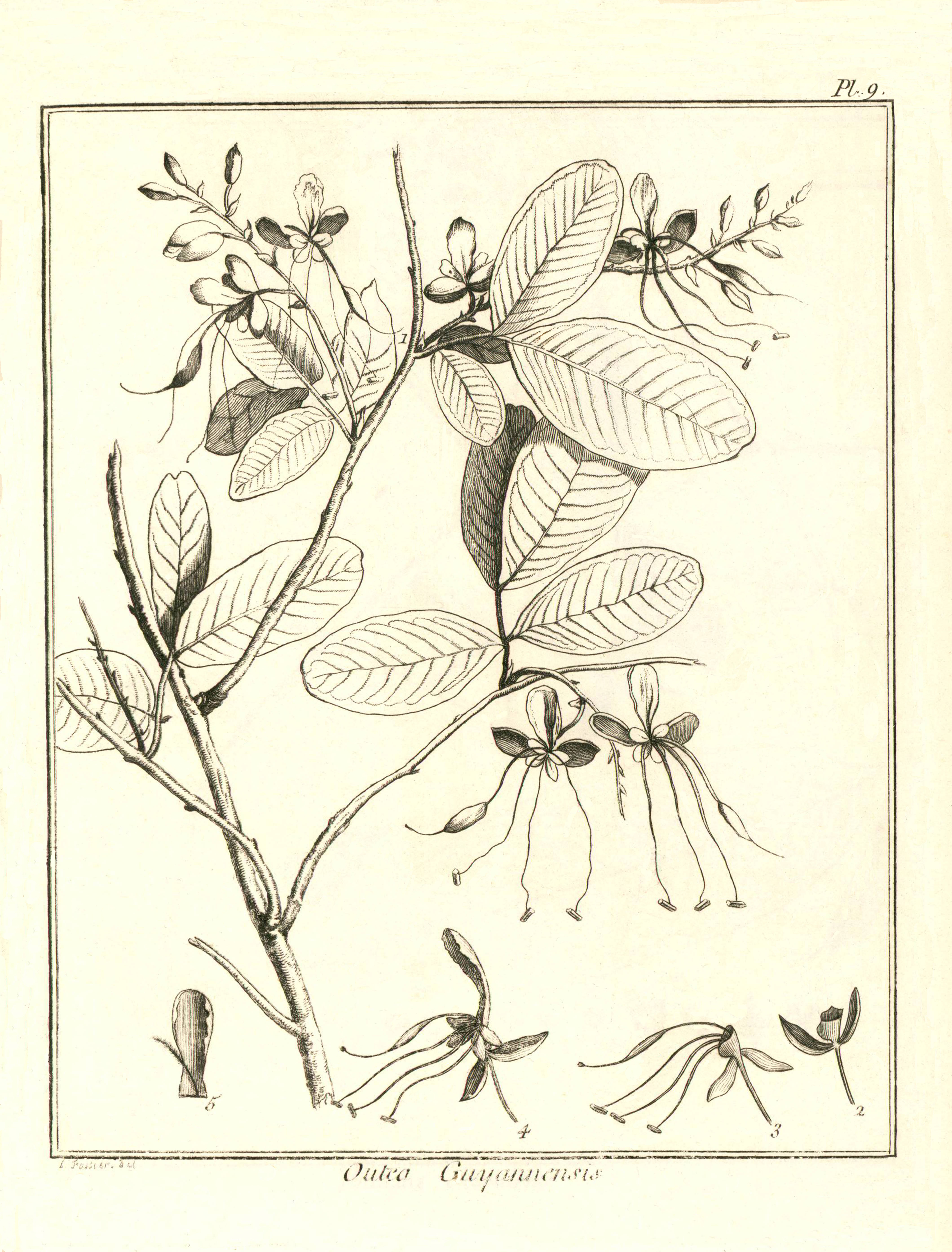
Macrolobium guianense par Aublet (1775) :
Planche 9. 1. Stipules. - 2. Calice avec les deux écailles qui l'enveloppent. - 3. Calice. Étamines. Ovaire. Style. Stigmate. - 4. Fleur épanouie. - 5. pétale ſupérieur. Étamine ſtérile.

En 1775, le botaniste Aublet en a proposé le protologue suivant : 

« 1. OUTEA Guanenſis.. (Tabula 9.)
Arbor alta. Folia alterna, pinnata ; eoliolis ovatis, oppoſitis bijugatis. Stipulæ duæ, acutæ, parvæ, deciduæ, ad baſim petioli communis. Flores ſpicati, axillares ; petala violacea.
Menſe Maio floret.
Nomen Caribæum Ioutay.
Habitat in ſylvis Guianæ.

L’IOUTAY de la Guiane. (Planche 9.)
Le tronc de cet arbre s'élève à cinquante pieds, ſur un pied de diamètre. Son écorce eſt liſſe & grisâtre. Son bois eſt un peu compacte : le bois de l'aubier eſt blanc ; celui de l'intérieur eſt rougeâtre. Il pouſſe à ſon ſommet des branches très rameuſes, dont les unes s'élèvent & les inférieures s'inclinent, ſe répandent en tout ſens : les rameaux ſont chargés de feuilles alternes, & ailées à deux rangs de folioles oppoſées ; ces folioles ſont liſſes, fermés, vertes, ovales, obtuſes, rangées ſur une côte qui eſt, à ſa naiſſance, accompagnée de deux stipules oppoſées : celles-ci ſont représentées de grandeur naturelle. De l'aiſſelle des feuilles ſortent des épis de fleurs longs de trois pouces.
Les fleurs ſont alternes, ſolitaires, portées chacune ſur un pédoncule plus ou moins long, dont la baſe eſt garnie d'une petite écaille. Chaque fleur a une enveloppe compoſée de deux feuillets oppoſés, ovales, & concaves. 
Le calice eſt très petit, d'une ſeule pièce, à quatre ou cinq petites dentelures. 
La corolle eſt à cinq pétales dont quatre inférieurs très petits, violets ; & un ſupérieur relevé, très grand, arrondi, ondulé, & rétréci vers l'on onglet. Tous les pétales ſont attachés à la paroi ſupérieure & interne du calice. 
Les étamines ſont au nombre de quatre : trois prennent naiſſance au-deſſous des quatre pétales inférieurs ; le quatrième eſt attaché à la baſe de l'onglet du pétale ſupérieure ; c'eſt un filet court, velu & ſans anthère, le filet des trois autres eſt long, grêle, rougeâtre. 
Les anthères ſont comme quarrées, à deux bourſes, & attachées par leur milieu à chaque filet. 
Le pistil eſt un ovaire porté ſur un long pivot : il eſt ovale, ſurmonté d'un style terminé par un stigmate creux. 
Je n'ai pas vu cet ovaire en maturité. 
Cet arbre eſt nommé Ioutay par les Garipons. 
II croît dans les forêts près la ſource de la crique des Galibis. 
II étoit en fleur dans le mois de Mai. »

— Fusée-Aublet, 1775.